# Feldis/Veulden
Feldis/Veulden (tot 1943 officieel in het Duits Feldis; Reto-Romaans: Veulden) is een plaats en voormalige gemeente in het Zwitserse kanton Graubünden en maakt sinds 2015 deel uit van de gemeente Domleschg. Van 2009 tot 2015 behoorde het tot de gemeente Tomils.
Feldis/Veulden telde eind 2007 140 inwoners.
- Gemeinsame Normdatei: 4278520-0
- Historisch woordenboek van Zwitserland: 001472
- Virtual International Authority File: 248196849
- WorldCat: E39PBJyCMbqrXWXgj7MxBtyDbd